# 에레트리아 학파
철학의 에레트리아 학파는 원래 엘리스의 파이돈에 의해 설립된 엘리스의 학파이다. 그것은 나중에 그의 제자 메네데모스에 의해 에레트리아로 옮겨졌다. 두 학파의 관점은 비슷하기 때문에, 엘리스-에레트리아 학파로 지칭되기도 한다. 그것은 결과적으로, 거의가 신조에 대해 알려진, 메네데모스의 시대 (BC 3세기) 후에 멸종했다. 파이돈은 소크라테스의 제자였고, 플라톤은 그의 명예의 대화로, 파이돈을 이름 붙였지만 대화에서 그의 교리를 추론 할 수 없다. 메네데모스는 파이돈의 제자가 되기 전에 메가라에서 스틸폰의 학생이었다. 이후 시대에, 자신의 학교의 의견은 종종 메가라 학파들과 연결되었다. 메네데모스의 친구이자 에레트리아 학파에서의 동료는 필리오스의 아스클레피아데스이다.